# Cantone di Montmorillon
Il Cantone di Montmorillon è una divisione amministrativa degli arrondissement di Châtellerault e di Montmorillon.
A seguito della riforma complessiva dei cantoni del 2014 è passato da 8 a 26 comuni.

## Composizione
Prima della riforma del 2014 comprendeva i comuni di:
- Bourg-Archambault
- Jouhet
- Lathus-Saint-Rémy
- Montmorillon
- Moulismes
- Pindray
- Plaisance
- Saulgé

Dal 2015 comprende i comuni di:
- Angles-sur-l'Anglin
- Antigny
- Béthines
- Bourg-Archambault
- Brigueil-le-Chantre
- La Bussière
- Coulonges
- Haims
- Jouhet
- Journet
- Lathus-Saint-Rémy
- Liglet
- Montmorillon
- Moulismes
- Nalliers
- Pindray
- Plaisance
- La Puye
- Saint-Germain
- Saint-Léomer
- Saint-Pierre-de-Maillé
- Saint-Savin
- Saulgé
- Thollet
- La Trimouille
- Villemort